# La Crescent (Rebsorte)
La Crescent ist eine Weißweinsorte. Sie wurde im Jahr 1988 von Peter Hemstad und Jim Luby aus den Rebsorten St. Pepin x E.S. 6-8-25 gekreuzt. Hemstad und Luby sind Mitarbeiter der University of Minnesota, an der früher Elmer Swenson wirkte. Seit dem Jahr 2002 ist die Sorte für den gewerblichen Anbau freigegeben. Benannt wurde die Rebsorte nach der Gemeinde La Crescent.
Die Rebzüchter wählten mit der amerikanischen Rebsorte St. Pepin eine frostharte Sorte aus, die sie mit der Hybridrebe E.S. 6-8-25 kreuzten. E.S. 6-8-25 ist eine Kreuzung der amerikanischen Sorte Vitis riparia und der aromatischen Edelrebe Muscat de Hambourg. Während der Erprobungsphase trug die La Crescent die Zuchtstammnummer E.S. 6-8-25.
La Crescent gehört mit den Rebsorten Marquette, Frontenac Gris und Frontenac zu mittlerweile vier Sorten der University of Minnesota, die im kalten Weinbauklima des US-amerikanischen Nordostens und Kanadas eingesetzt werden. La Crescent wurde zum Patent angemeldet.
Anpflanzungen sind in den amerikanischen Bundesstaaten Iowa (Weinbau in Iowa), South Dakota (Weinbau in South Dakota), Vermont (Weinbau in Vermont), Montana (Weinbau in Montana) und Minnesota (Weinbau in Minnesota) bekannt. In Kanada findet man die Sorte bei Quebec. Selbst in kalten Weinbauklimata entwickelt die Sorte hohe Mostgewichte von bis zu 25 Grad Brix, was in etwa 100 Grad Oechsle entspricht. Die alkoholreichen Weine sind säurereich und eignen sich daher zur Erzeugung restsüßer Weißweine.
Die Mitarbeiter der Universität waren auf der Suche nach frühreifenden und winterharten Sorten, die für den Norden der Vereinigten Staaten geeignet sind. La Crescent ist bis mindestens -30 Grad Fahrenheit (- 35 Grad Celsius) winterhart. Da die Wurzeln weniger winterhart sind, sollte die Sorte durch eine ausreichend hohe Schneeauflage auf dem Boden geschützt werden.
Siehe auch die Artikel Weinbau in Kanada und Weinbau in den Vereinigten Staaten sowie die Liste von Rebsorten.